# Diplazon suigensis
Diplazon suigensis là một loài tò vò trong họ Ichneumonidae.